# Rudolf Johann Marsik
Rudolf Johann Marsik (* 24. Juni 1897 in Wien; † 2. oder 3. Jänner 1943 im KZ Stutthof) war ein österreichischer Werkmann und Widerstandskämpfer gegen den Nationalsozialismus. Er wurde vom NS-Regime in drei verschiedene Konzentrationslager deportiert und schließlich zu Tode gebracht.

## Leben
Marsik gehörte der kommunistischen Reichsbahnerorganisation an. Er wurde Anfang Februar 1942 festgenommen und am 14. Juni 1942 in das KZ Mauthausen deportiert. Anfang September 1942 wurde er in das KZ Flossenbürg überstellt, im Oktober 1942 ins KZ Stutthof, wo er schließlich umkam.

## Gedenken
Sein Name ist auf einer Gedenktafel eines Mahnmals der ÖBB-Hauptwerkstätte Simmering (Grillgasse 48) angebracht, das von Rudolf Hönigsfeld gestaltet wurde. Das Mahnmal erinnert auch an Karl Alberstetter, Josef Bischof, Richard Holy, Karl Medwed, Wilhelm Pfeiler, Ferdinand Picka, Aladar Schlesinger, Jarolin Tesar und Otto Wehofschitz, allesamt Opfer des Nationalsozialismus.

## Quelle
- Erkennungsdienstliche Kartei der Gestapo Wien, aufbereitet vom DÖW, mit Fotos, abgerufen am 10. Februar 2015

## Nachweise
1. ↑  nachkriegsjustiz.at: Mahnmal (ÖBB-Hauptwerkstätte Simmering), abgerufen am 10. Februar 2015

| Personendaten    | Personendaten                                                                  |
| ---------------- | ------------------------------------------------------------------------------ |
| NAME             | Marsik, Rudolf Johann                                                          |
| KURZBESCHREIBUNG | österreichischer Werkmann und Widerstandskämpfer gegen den Nationalsozialismus |
| GEBURTSDATUM     | 24. Juni 1897                                                                  |
| GEBURTSORT       | Wien, Österreich-Ungarn                                                        |
| STERBEDATUM      | 3. Januar 1943                                                                 |
| STERBEORT        | KZ Stutthof, annektierte Freie Stadt Danzig                                    |